# Robert McWade
Robert McWade est un acteur américain né le 25 janvier 1872 à Buffalo, dans l'État de New York, et mort le 19 janvier 1938 à Culver City, Californie.

## Filmographie partielle
- 1928 : The Home Towners de Bryan Foy
- 1930 : À la hauteur (Feet First), de Clyde Bruckman
- 1930 : The Pay-Off de Lowell Sherman
- 1931 : La Ruée vers l'Ouest (Cimarron) de Wesley Ruggles
- 1931 : Skyline de Sam Taylor
- 1931 : It's a Wise Child de Robert Z. Leonard
- 1931 : Girls About Town de George Cukor
- 1931 : New Adventures of Get Rich Quick Wallingford de Sam Wood
- 1931 : Kept Husbands de Lloyd Bacon
- 1932 : Grand Hotel de Edmund Goulding
- 1932 : Madame Racketeer de Harry Wagstaff Gribble et Alexander Hall
- 1932 : Le Fantôme de Crestwood (The Phantom of Crestwood) de J. Walter Ruben
- 1932 : Silence, on tourne ! (Movie Crazy) de Clyde Bruckman et Harold Lloyd
- 1933 : Ladies They Talk About ou Women in Prison de Howard Bretherton et William Keighley
- 1933 : Héros à vendre (Heroes for Sale) de William A. Wellman
- 1933 : Meurtre au chenil ou Le Mystère de la chambre close (The Kennel Murder Case) de Michael Curtiz
- 1933 : Un cœur, deux poings (The Prizefighter and the Lady) de W. S. Van Dyke
- 1933 : L'affaire se complique (Hard to Handle) de Mervyn LeRoy : Charles G. Reeves
- 1933 : 42e Rue (42nd Street) de Lloyd Bacon : Jones
- 1934 : Un voyage mouvementé (Cross Country Cruise) de Edward Buzzell
- 1934 : The President Vanishes de William A. Wellman
- 1935 : Diamond Jim de A. Edward Sutherland : A.E. Moore
- 1935 : L'Amour est maître (The Healer) de Reginald Barker : Mr. Bradshaw
- 1935 : Émeutes (Frisco Kid) de Lloyd Bacon : Juge Crawford
- 1936 : Transatlantic Follies (Anything Goes), de Lewis Milestone
- 1936 : Vingt-cinq Ans de fiançailles (Early to Bed) de Norman Z. McLeod
- 1936 : Épreuves (Next Time We Love) de Edward H. Griffith
- 1937 : Sa dernière chance (This Is My Affair) de William A. Seiter
- 1937 : Justice des montagnes (Mountain Justice) de Michael Curtiz
- 1937 : Un vieux gredin (The Good Old Soak) de J. Walter Ruben
- 1938 : La Bataille de l'or (Gold Is Where You Find It) de Michael Curtiz